# Tour du Limousin 1993
La 26e édition du Tour du Limousin s'est déroulée du 17 au 20 août 1993, et a vu s'imposer le Français Charly Mottet. C'est la première fois qu'un départ et une arrivée d'étape ont lieu dans une localité extérieure à la région Limousin, en l'occurrence en Dordogne.

## Classements des étapes
| Étape        | Date    | Villes étapes       | Vainqueur d'étape     | Équipe   | Leader du classement général | Équipe   |
| 1re étape    | 17 août | Limoges - Guéret    | Richard Virenque      | Festina  | Richard Virenque             | Festina  |
| 2e étape     | 18 août | Guéret - Tulle      | Jean-François Bernard | Banesto  | Richard Virenque             | Festina  |
| 3e étape     | 19 août | Tulle - Périgueux   | Laurent Bezault       | Gan      | Richard Virenque             | Festina  |
| 4e étape     | 20 août | Hautefort - Limoges | Jean-Claude Colotti   | Gan      | Richard Virenque             | Festina  |
| 5e étape CLM | 20 août | Limoges - Limoges   | Charly Mottet         | Novemail | Charly Mottet                | Novemail |

## Classement final
| 1.  | Charly Mottet         | Novemail  |
| 2.  | Richard Virenque      | Festina   |
| 3.  | Gilles Delion         | Castorama |
| 4.  | Thierry Claveyrolat   | Gan       |
| 5.  | Jean-Philippe Dojwa   | Festina   |
| 6.  | Jean-Claude Colotti   | Gan       |
| 7.  | Luc Leblanc           | Castorama |
| 8.  | Jean-François Bernard | Banesto   |
| 9.  | Laurent Brochard      | Castorama |
| 10. | Didier Rous           | Gan       |